# Medal „Za dzielność”
Medal „Za dzielność” (ros. Медаль «За храбрость») – odznaczenie państwowe Federacji Rosyjskiej ustanowione Dekretem Prezydenta Federacji Rosyjskiej nr 185 z dnia 23 marca 2023 roku „O niektórych kwestiach ulepszenia systemu odznaczeń państwowych Federacji Rosyjskiej”.

## Statut
Medal „Za dzielność” nadawany jest obywatelom Federacji Rosyjskiej „za dzielność i męstwo wykazane w czasie działań bojowych i innych działań na rzecz obrony Ojczyzny i interesów Federacji Rosyjskiej, a także utrzymania lub przywrócenia międzynarodowego pokoju i bezpieczeństwa”. Przewiduje się, że w przyszłości medal będzie nadawany także cudzoziemcom i bezpaństwowcom. Dopuszczalne jest nadanie medalu pośmiertnie.
Medal „Za dzielność” ma dwa stopnie, najwyższym stopniem medalu jest stopień pierwszy. Tej samej osobie medal nadawany jest sekwencyjnie, najpierw niższy, a później wyższy stopień.
Medal noszony jest po lewej stronie piersi, w kolejności po Medalu „Za Odwagę”. Odznaczeni medalem zarówno I, jak i II stopnia noszą je w takiej kolejności. Na specjalne okazje i ewentualnie do noszenia na co dzień przeznaczona jest miniaturowa kopia medalu, która powinna być umieszczona za miniaturową kopią Medalu „Za Odwagę”.
Przy noszeniu na mundurze baretki Medalu „Za dzielność” umieszcza się ją w kolejności za baretką Medalu „Za Odwagę”.

## Opis
Medal „Za dzielność” wykonany jest ze srebra i ma kształt koła o średnicy 32 mm z wypukłym brzegiem po obu stronach.
Na awersie medalu widnieje reliefowy wizerunek równoramiennego krzyża z poszerzonymi, wklęsłymi po bokach i zaokrąglonymi ramionami, pomiędzy którymi umieszczone są dwa przecinające się miecze. W centrum krzyża znajduje się okrągły medalion z wąską wypukłą obwódką. W polu medalionu widnieje płaskorzeźba przedstawiająca herb Federacji Rosyjskiej. U góry medalu, wzdłuż obwódki, znajduje się łukowaty napis: ЗА ХРАБРОСТЬ („Za dzielność”). U dołu medalu, wzdłuż obwódki, rozciągnięto reliefowy wizerunek gałązki laurowej i dębowej. Na rewersie medalu, w jego dolnej części, wybity jest numer odznaczenia. Medal I klasy jest pozłacany.
Za pomocą oczka i pierścienia medal jest połączony z pięciokątną zawieszką przewiązaną jedwabną morową wstążką. Prawa połowa wstążki jest utrzymana w barwach wstążki Orderu Męstwa, lewa połowa w barwach wstążki Orderu Świętego Jerzego. Szerokość wstążki wynosi 24 mm.
Miniaturową kopię Medalu „Za dzielność” nosi się na zawieszce. Średnica miniaturki wynosi 16 mm. Przy noszeniu na mundurze baretki stosuje się fragment wstążki o wysokości 8 milimetrów i szerokości 24 mm.
Baretka Medalu „Za dzielność” I stopnia ma pośrodku wizerunek rzymskiej cyfry „I”, baretka II stopnia – wizerunek rzymskiej cyfry „II”. Obie cyfry mają kolor złoty i wysokość 7 mm.